# Eotopus
Eotopus is een geslacht van vliesvleugeligen uit de familie Encyrtidae. De wetenschappelijke naam van dit geslacht is voor het eerst geldig gepubliceerd in 1984 door Noyes & Hayat.

## Soorten
Het geslacht Eotopus omvat de volgende soorten:
- Eotopus beneficus (Shafee, 1981)
- Eotopus orientalis Sushil & Khan, 1996